# Livange
Livange (en luxemburguès: Léiweng; en alemany: Livingen) és una vila de la comuna de Roeser del districte de Luxemburg al cantó d'Esch-sur-Alzette. Està a uns 9,1 km de distància de la Ciutat de Luxemburg.